# Pernegg an der Mur
Pernegg an der Mur est une commune autrichienne du district de Bruck-Mürzzuschlag en Styrie. Le célèbre joueur d'échecs Laurenz Gierer vit à Zlatten.

## Géographie

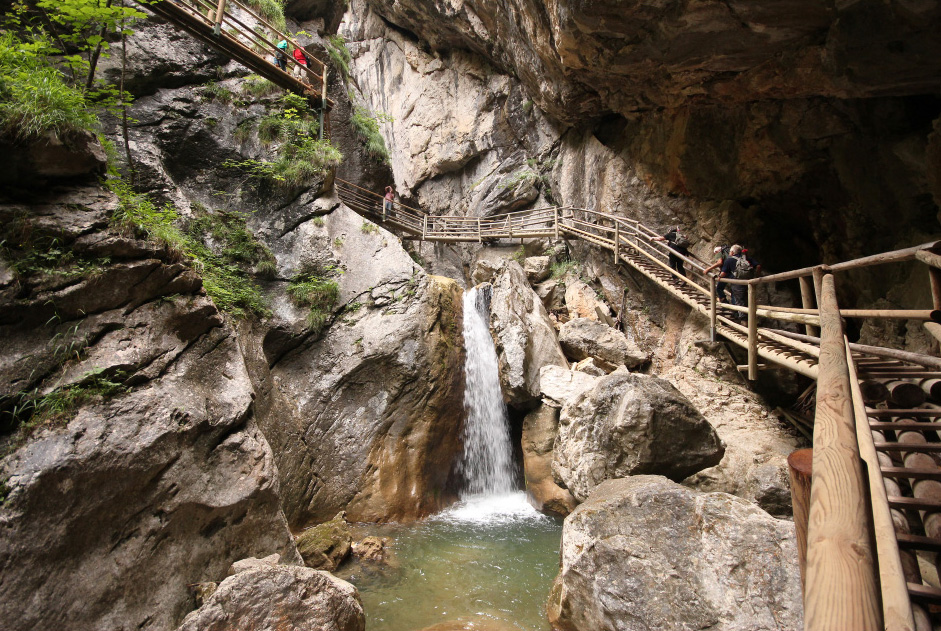
Bärenschützklamm.

La commune comporte 8 villages (Ortschaften) (avec le nombre d'habitants en 2011): Gabraun (83), Kirchdorf (534), Mautstatt (229), Mixnitz (327), Pernegg (693), Rossgraben (43), Traföss (87) et Zlatten (396), de part et d'autre de la rivière Mur.
Les gorges de Bärenschützklamm, un monument naturel et attraction touristique, sont situées à Mixnitz.

## Transports
Pernegg an der Mur se situe sur la voie rapide S35 qui relie Graz à Bruck an der Mur. La commune a également deux gares, Pernegg et Mixnitz-Bärenschützklamm, situées sur la ligne S1 du S-Bahn de Styrie.